# Simon Hjalmarsson
Mats Simon Hjalmarsson, född 1 februari 1989 i Gislaved, Jönköpings län, är en svensk professionell ishockeyspelare som spelar för Vasa Sport i Liiga. Han inledde karriären med moderklubben Gislaveds SK, innan han gjorde professionell debut med Frölunda HC i SHL (dåvarande Elitserien) säsongen 2007/08. Med Frölundas J20-lag vann han två SM-guld. Därefter spelade han en säsong i Hockeyallsvenskan med Borås HC. Han var lagets poängmässigt bästa spelare och var också den junior som gjorde flest assist i hela serien. Efter att ha tillbringat säsongen 2009/10 med Rögle BK, spelade han två säsonger vardera med Luleå HF och Linköping HC i SHL.
Därefter tillbringade han två säsonger i ryska KHL där han spelade för CSKA Moskva, innan han återvände till Frölunda HC. Säsongen 2018/19 vann han SM-guld med klubben. Efter fem säsonger i följd med Frölunda lämnade han laget 2021 för spel med den österrikiska klubben Graz 99ers i ICEHL. Från april 2022 spelar han för den finska klubben Vasa Sport i Liiga. I februari 2023 blev han utlånad till Rögle BK i SHL för återstoden av säsongen.
I 2007 års NHL-draft valdes Hjalmarsson som nummer 39 totalt, i den andra rundan av St. Louis Blues. Hjalmarsson valdes senare även i KHL-draften 2009 som nummer 51 totalt, i tredje rundan av Sibir Novosibirsk.
Hjalmarsson har representerat det svenska landslaget vid tre VM-turneringar. Han vann guld 2013 i Sverige och brons i Vitryssland året därpå. Sedan tidigare har Hjalmarsson också ett JVM-silver och ett U18-brons.

## Karriär

### Klubblagskarriär

#### 2005–2009: Juniorår och dubbla JSM-guld
Simon Hjalmarsson började spela ishockey i Gislaveds SK. Säsongen 2005/06 bytte han klubb till Frölunda HC och spelade i föreningens J18- och J20-lag. Med J20-laget tog han samma säsong ett SM-silver efter finalförlust mot Linköping HC. Han tillbringade större delen av säsongen 2006/07 med Frölundas J20-lag, men blev också under två matcher utlånad till sin moderklubb Gislaveds SK för spel i Division 1. Säsongen avslutades med ett J18-silver och ett J20-guld. I J20 Superelit var han den spelare som gjorde flest mål i grundserien – 31 på 41 matcher.
Under säsongen 2007/08 blev Hjalmarsson utlånad till Borås HC i Hockeyallsvenskan under tio matcher. Han gjorde debut i Hockeyallsvenskan den 28 december 2007 i en 4–4-match mot Bofors IK. Den 13 januari 2008 gjorde han sitt första mål i serien, på Sebastian Jonsson, i en match mot Rögle BK som också den slutade 4–4. Totalt noterades Hjalmarsson för två mål och fyra assist med Borås. Den 4 mars 2008 debuterade han för Frölunda i SHL (dåvarande Elitserien), i en match mot Modo Hockey. Säsongen avslutades återigen med ett SM-guld med Frölundas J20-lag, där Hjalmarsson vann slutspelets poängliga efter att ha gjort tolv poäng på åtta matcher (tre mål, nio assist).
Under sin sista säsong som junior bekräftades det i maj 2008 att Hjalmarsson skulle spela som utlånad från Frölunda till Borås HC i Hockeyallsvenskan 2008/09. Han blev under säsongen klubbens poängmässigt bäste spelare med 33 poäng på 40 matcher (14 mål, 19 assist) och var också den junior i Hockeyallsvenskan som gjorde flest assist i grundserien. Han avslutade säsongen med spel i Frölundas J20-lag, där han i den avgörande matchen i den första slutspelsrundan mot Huddinge IK stod för ett hat trick. Frölunda slogs sedan ut i kvartsfinalserien mot HV71 med 2–0 i matcher.

#### 2009–2014: Början av seniorkarriären och etablering i SHL

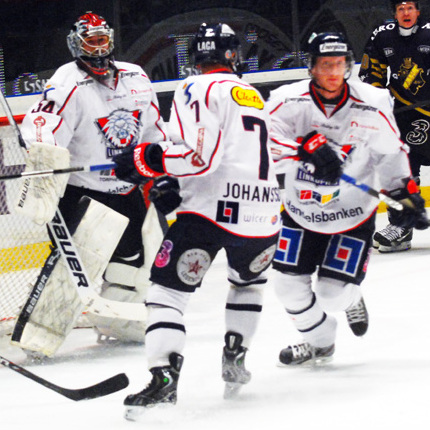
Hjalmarsson (t.h.) med Linköping HC, 2012.

I mitten av maj 2009 meddelade Rögle BK att Hjalmarsson skrivit på ett tvåårskontrakt med klubben. Den 14 november samma år gjorde han sitt första Elitseriemål, på Johan Holmqvist, i en match mot Frölunda HC. Rögle slutade dock sist i serien och tvingades kvala för att försöka hålla sig kvar i Elitserien. På 53 grundseriematcher stod Hjalmarsson för 20 poäng (elva mål, nio assist). I Kvalseriens sjunde omgång, den 4 april 2010, noterades Hjalmarsson för ett hat trick då Växjö Lakers HC besegrades med 7–3. I de tre avslutande omgångarna av serien lyckades Rögle endast ta två poäng och förlorade därmed sin plats i Elitserien och degraderades därmed till Hockeyallsvenskan. Hjalmarsson tillsammans med Mattias Sjögren och Mario Kempe lagets poängbästa spelare, med nio poäng på tio matcher (fyra mål, fem assist).
I slutet av april 2010 stod det klart att Hjalmarsson skrivit på ett tvåårsavtal med Luleå HF. Under sitt första år med klubben gjorde Hjalmarsson sin dittills poängmässigt bästa säsong i Elitserien då han på 54 matcher noterades för 29 poäng (8 mål, 21 assist). Han gjorde därefter sitt första SM-slutspel. I kvartsfinalserien vann laget mot Djurgårdens IF med 4–3 i matcher. I den sista och avgörande matchen kvitterade Hjalmarsson Djurgårdens 2–3-ledning med mindre än två minuter kvar av ordinarie tid. I semifinalserien föll Luleå mot Skellefteå AIK med 2–4 i matcher. På 13 slutspelsmatcher noterades han för två mål och tre assist. Säsongen därpå höjde han återigen sitt poängrekord för i grundserien och slutade tvåa i Luleås interna poängliga. På 53 matcher stod han för 36 poäng, varav 19 mål vilket gav honom en seger i lagets interna skytteliga. Luleå, som vunnit grundserien, slogs omgående ut i det efterföljande SM-slutspelet mot AIK med 1–4 i kvartsfinalserien. På dessa fem matcher noterades Hjalmarsson för ett mål och en assistpoäng.
Efter två säsonger med Luleå skrev Hjalmarsson den 10 april 2012 på ett tvåårskontrakt med Linköping HC. Under sin första säsong i klubben spelade han samtliga 55 grundseriematcher. Han slutade på sjunde plats i Elitseriens poängliga med 12 mål och 31 assistpoäng. Linköping, som slutade på femte plats i grundserietabellen, slog i det efterföljande kvartsfinalspelet ut HV71 med 4–1 i matcher. Därefter besegrades man av Skellefteå AIK i semifinalserien med samma siffror. I slutspelet var Hjalmarsson lagets näst poängbästa spelare med elva poäng, varav fem mål, på tio matcher. Säsongen 2013/14 spelade Hjalmarsson återigen samtliga 55 grundseriematcher. På dessa noterades han för 57 poäng, vilket gav honom en fjärdeplats i den totala poängligan. Han slog dessutom personligt målrekord i grundserien då han noterades för 27 mål. För andra säsongen i följd slogs Linköping sedan ut i SM-slutspelet med 4–1 i matcher mot Skellefteå AIK i semifinalserien.

#### 2014–2021: CSKA Moskva och SM-guld med Frölunda HC
Efter att kontraktet med Linköping gått ut skrev Hjalmarsson den 4 juni 2014 på ett ettårskontrakt med NHL-klubben Columbus Blue Jackets. Hjalmarsson lyckades dock inte ta en plats i laget och flyttades ner till Blue Jackets farmarklubb, Springfield Falcons. Han spelade dock inte en enda match för Falcons och
aviserade tidigt att han ville tillbaka till Europa. Den 15 oktober 2014 köpte CSKA Moskva upp Sibir Novosobirsks KHL-rättigheter till Hjalmarsson och meddelade den 28 oktober att klubben kommit överens med Hjalmarsson om ett kontrakt. Den 2 november samma år debuterade han i KHL och gjorde sitt första mål i serien sex dagar senare, den 8 november, på Stanislav Galimov i en 3–2-seger mot Ak Bars Kazan. På 33 grundseriematcher stod Hjalmarsson för 24 poäng (11 mål, 13 assist). I Gagarin Cup slogs Moskva ut i semifinalserien med 4–3 i matcher mot SKA Sankt Petersburg. I slutspelet slutade han trea i lagets interna poängliga med 11 poäng på 16 matcher (fem mål, sex assist).
Hjalmarsson fick en stor del av nästföljande säsong förstörd då han ådrog sig en handskada under en match mot HK Dinamo Minsk i slutet av oktober 2015. Därefter spelade han endast två grundseriematcher, i februari 2016, innan slutspelet påbörjades. Moskva tog sig ända till final i Gagarin Cup, väl där föll man dock i den sjunde och avgörande matchen mot Metallurg Magnitogorsk. På 14 slutspelsmatcher noterades Hjalmarsson för sex poäng, varav två mål.
Inför säsongen 2016/17 lämnade Hjalmarsson KHL, och återvände till Frölunda HC och spel i SHL. Han skrev ett tvåårsavtal med klubben och presenterades som ett av lagets nyförvärv den 13 juni 2016. Hjalmarsson missade endast en match av grundserien och noterades för 16 poäng på 51 matcher, varav fem mål. I SM-slutspelet var han Frölundas näst bäste målskytt med sex mål på 14 matcher. Frölunda slogs ut i semifinal av Brynäs IF, sedan man tappat en 3–2-ledning i serien. Inför säsongen 2017/18 utsågs han till en av Frölundas assisterande lagkaptener. I november 2017 förlängde Hjalmarsson sitt avtal med Frölunda med ytterligare tre säsonger. I grundserien slutade han på tredje plats i lagets interna poängliga med 33 poäng på 51 matcher (8 mål, 23 assist). I SM-slutspelet 2018 slogs laget ut i den första rundan av Malmö Redhawks med 4–2 i matcher.
Säsongen 2018/19 spelade Hjalmarsson samtliga matcher i grundserien och var Frölundas främste målskytt. På 52 matcher noterades han för 33 poäng, varav 15 mål. I SM-slutspelet slog laget ut Malmö Redhawks och Luleå HF i kvarts-, respektive semifinal (båda med 4–1 i matcher). I finalen ställdes man mot Djurgårdens IF, vilka man besegrade med 4–2 i matcher. Hjalmarsson noterades för 14 poäng på 15 slutspelsmatcher (fem mål, nio assist). Säsongen 2019/20 var Hjalmarsson Frölundas näst bästa målskytt och poänggörare, bakom Joel Lundqvist respektive Ryan Lasch. Han spelade 50 matcher och stod för 36 poäng, varav 16 mål. Laget slutade på sjunde plats i grundserien. På grund av Coronaviruspandemin 2019–2021 ställdes SM-slutspelet in. Säsongen 2020/21 kom att bli Hjalmarssons sista i Frölunda HC. Poängmässigt gjorde han sin näst sämsta grundserie i SHL med 20 poäng på 51 matcher. I SM-slutspelet slogs laget ut i kvartsfinal av Rögle BK med 4–0 i matcher. Den 22 april 2021 bekräftades det att Hjalmarsson lämnat klubben.

#### Från 2021: Graz 99ers och Vasa Sport
Den 26 maj 2021 bekräftades det att Hjalmarsson skrivit ett avtal med den österrikiska klubben Graz 99ers i ICEHL. I grundserien var Hjalmarsson lagets poängmässigt bästa spelare då han på 47 matcher noterades för 39 poäng, varav åtta mål. Laget blev det sista att ta sig till slutspel, där man i åttondelsfinal slogs ut av Orli Znojmo med 2–0 i matcher.
Månaden därpå, den 11 april 2022, bekräftades det att Hjalmarsson lämnat Österrike och skrivit ett ettårsavtal med den finska klubben Vasa Sport i Liiga. Han gjorde debut i Liiga vid säsongspremiären den 14 september 2022. I denna match gjorde han också sina två första mål för klubben då JYP besegrades med 3–1. Efter en stark start i den nya klubben bekräftades det den 9 december samma år att Hjalmarsson förlängt sitt avtal med klubben med ytterligare två säsonger. I februari 2023 stod det klart att Sport lånat ut Hjalmarsson till Rögle BK för återstoden av säsongen 2022/23. Vid denna tidpunkt ledde han lagets interna poängliga då han noterats för 42 poäng på 45 grundseriematcher (12 mål, 30 assist). Med Rögle spelade Hjalmarsson grundseriens elva sista omgångar, där han noterades för två mål. Laget, som slutade på nionde plats i tabellen, slog därefter ut Leksands IF med 2–1 i matcher i play-in. I kvartsfinalserien slogs man dock ut mot Skellefteå AIK med 4–2 i matcher. På dessa nio matcher stod Hjalmarsson för fyra poäng, varav ett mål.
Inför säsongen 2023/23 utsågs Hjalmarsson till en av de assisterande lagkaptenerna i Vasa Sport. Den 10 januari 2024 noterades Hjalmarsson för sitt första hat trick i Liiga, i en 6–4-seger mot Kalevan Pallo. I början av februari bekräftades det att Hjalmarsson ådragit sig en skada vilket gjorde att han missade återstoden av grundserien. Trots detta vann han för andra säsongen i följd lagets interna poängliga med 41 poäng på 44 grundseriematcher (14 mål, 27 assist). Hjalmarsson gjorde comeback i det följande slutspelet där Sport slogs ut i åttondelsfinal av Kalevan Pallo med 2–0 i matcher.
Under sin tredje säsong med Vasa noterades Hjalmarsson för sin poängmässigt bästa grundserie. Han spelade samtliga 60 grundseriematcher och hade ett snitt på en poäng per match. Med 48 assistpoäng slutade han på tredje plats i Liigas assistliga. I slutet av grundserien, den 28 februari 2025, bekräftades det att Hjalmarsson förlängt sitt avtal med Sport med ytterligare en säsong. Sport slutade på elfte plats i grundserien och slog därefter ut Kookoo i den första rundan av slutspelet. Hjalmarsson missade dock den sista matchen i serien, samt de två inledande matcherna i kvartsfinalserien mot Lukko, på grund av en skada. I sin återkomst spelade han mindre än tre minuter innan han ådrog sig ett matchstraff som senare renderade i en avstängning. Detta kom att bli Hjalmarssons sista match för säsongen då Sport besegrades med 4–1 i matcher.

### Landslagskarriär

#### 2007–2009: Ungdoms- och juniorlandslag
Hjalmarsson blev uttagen till Tre Kronors trupp till U18-VM 2007 i Finland. Sverige vann sin grupp blev därmed direktkvalificerade till semifinal. Väl där ställdes man mot Ryssland. Inom loppet av 23 sekunder, i början av den andra perioden, gjorde Hjalmarsson två mål och gav Sverige ledningen med 2–0. Detta hjälpte dock inte, och laget föll med 4–5 sedan Ryssland avgjort matchen i power play med endast en sekund kvar att spela. Sverige vann dock bronsmatchen, efter ytterligare två mål av Hjalmarsson, mot Kanada med 8–3. På sex matcher noterades han för nio poäng (fyra mål och fem assist) och slutade på sjätte plats i turneringens poängliga – bäste svensk. 2009 blev Hjalmarsson uttagen till Sveriges trupp till JVM i Kanada. Sverige vann sin grupp och vann även den efterföljande semifinalen mot Slovakien med 5–3. Hjalmarsson gjorde det matchavgörande målet med mindre än nio minuter kvar att spela. I finalen ställdes laget mot Kanada, där man dock föll med 1–5. På sex matcher stod han för sex poäng (fyra mål, två assist).

#### 2011–2015: A-landslaget
Hjalmarsson debuterade i Tre Kronor under LG Hockey Games 2011 den 10 februari. Han gjorde sitt första mål i A-landslaget under en träningsmatch mot Norge, som slutade med en 7–1-seger, den 6 april 2012.
2013 var Hjalmarsson uttagen till Sveriges trupp då VM avgjordes på hemmaplan. Sverige slutade trea i gruppspelet och ställdes mot Kanada i kvartsfinal. Laget vann med 3–2 efter straffläggning och vann även semifinalen, mot Finland, med 3–0. Sverige vann även finalen, mot Schweiz, med 1–5 där Hjalmarsson stod för ett av Sveriges mål. Totalt stod han för fyra poäng på tio matcher (två mål, två assist). Hjalmarsson var också med under VM i Vitryssland 2014. Sverige tog sig till kvartsfinal, där man ställdes mot hemmanationen, och vann med 3–2. Laget förlorade sedan semifinalen mot Ryssland med 1–3, men vann sedan bronsmatchen mot Tjeckien med 3–0. På tio matcher noterades Hjalmarsson för ett mål. 2015 var han för tredje året i följd uttagen till VM – som denna gång avgjordes i Tjeckien. Sverige slutade tvåa i gruppspelet och ställdes mot Ryssland i kvartsfinal, mot vilka man föll med 3–5. På åtta spelade matcher stod Hjalmarsson för totalt två assist.

## Statistik

### Klubblag
| 2006–07                  | Gislaveds SK             | Div. 1                   | 2   | 0   | 1   | 1   | 0   | —   | —  | —  | —  | —  |
| 2007–08                  | Frölunda HC              | SHL                      | 1   | 0   | 0   | 0   | 2   | —   | —  | —  | —  | —  |
| 2007–08                  | Borås Hockey             | HA                       | 10  | 2   | 4   | 6   | 4   | —   | —  | —  | —  | —  |
| 2008–09                  | Borås Hockey             | HA                       | 40  | 14  | 19  | 33  | 28  | —   | —  | —  | —  | —  |
| 2009–10                  | Rögle BK                 | SHL                      | 53  | 11  | 9   | 20  | 16  | 10  | 4  | 5  | 9  | 14 |
| 2010–11                  | Luleå HF                 | SHL                      | 54  | 8   | 21  | 29  | 16  | 13  | 2  | 3  | 5  | 2  |
| 2011–12                  | Luleå HF                 | SHL                      | 53  | 19  | 17  | 36  | 8   | 5   | 1  | 1  | 2  | 4  |
| 2012–13                  | Linköping HC             | SHL                      | 55  | 12  | 31  | 43  | 10  | 10  | 5  | 6  | 11 | 8  |
| 2013–14                  | Linköping HC             | SHL                      | 55  | 27  | 30  | 57  | 87  | 14  | 5  | 4  | 9  | 2  |
| 2014–15                  | HK CSKA Moskva           | KHL                      | 33  | 11  | 13  | 24  | 6   | 16  | 5  | 6  | 11 | 4  |
| 2015–16                  | HK CSKA Moskva           | KHL                      | 28  | 3   | 10  | 13  | 2   | 14  | 2  | 4  | 6  | 10 |
| 2016–17                  | Frölunda HC              | SHL                      | 51  | 5   | 11  | 16  | 8   | 14  | 6  | 4  | 10 | 0  |
| 2017–18                  | Frölunda HC              | SHL                      | 51  | 8   | 23  | 31  | 22  | 6   | 0  | 1  | 1  | 2  |
| 2018–19                  | Frölunda HC              | SHL                      | 52  | 15  | 18  | 33  | 26  | 15  | 5  | 9  | 14 | 8  |
| 2019–20                  | Frölunda HC              | SHL                      | 50  | 16  | 20  | 36  | 26  | —   | —  | —  | —  | —  |
| 2020–21                  | Frölunda HC              | SHL                      | 51  | 6   | 14  | 20  | 10  | 7   | 0  | 2  | 2  | 4  |
| 2021–22                  | Graz 99ers               | ICEHL                    | 47  | 8   | 31  | 39  | 10  | 2   | 1  | 2  | 3  | 0  |
| 2022–23                  | Vasa Sport               | Liiga                    | 45  | 12  | 30  | 42  | 20  | —   | —  | —  | —  | —  |
| 2022–23                  | Rögle BK                 | SHL                      | 11  | 2   | 0   | 2   | 6   | 9   | 1  | 3  | 4  | 2  |
| 2023–24                  | Vasa Sport               | Liiga                    | 44  | 14  | 27  | 41  | 8   | 2   | 0  | 0  | 0  | 0  |
| 2024–25                  | Vasa Sport               | Liiga                    | 60  | 12  | 48  | 60  | 32  | 4   | 1  | 1  | 2  | 25 |
| SHL totalt               | SHL totalt               | SHL totalt               | 537 | 129 | 194 | 323 | 237 | 103 | 29 | 38 | 67 | 46 |
| Liiga totalt             | Liiga totalt             | Liiga totalt             | 149 | 38  | 105 | 143 | 60  | 6   | 1  | 1  | 2  | 25 |
| KHL totalt               | KHL totalt               | KHL totalt               | 61  | 14  | 23  | 37  | 8   | 30  | 7  | 10 | 17 | 14 |
| Hockeyallsvenskan totalt | Hockeyallsvenskan totalt | Hockeyallsvenskan totalt | 40  | 16  | 23  | 39  | 32  | —   | —  | —  | —  | —  |

### Internationellt
| År            | Lag           | Turnering     | Matcher | Mål | Assists | Poäng | Utv. |
| ------------- | ------------- | ------------- | ------- | --- | ------- | ----- | ---- |
| 2007          | Sverige       | U18-VM        | 6       | 4   | 5       | 9     | 4    |
| 2009          | Sverige       | JVM           | 6       | 4   | 2       | 6     | 4    |
| 2013          | Sverige       | VM            | 10      | 2   | 2       | 4     | 4    |
| 2014          | Sverige       | VM            | 10      | 1   | 0       | 1     | 4    |
| 2015          | Sverige       | VM            | 8       | 0   | 2       | 2     | 0    |
| Senior totalt | Senior totalt | Senior totalt | 28      | 3   | 4       | 7     | 8    |
| Junior totalt | Junior totalt | Junior totalt | 12      | 8   | 7       | 15    | 8    |